# 히오스, 프사라, 이누세스 수도 대교구

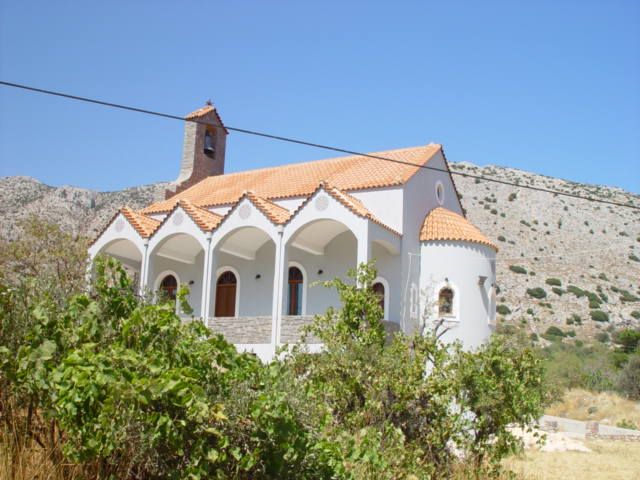

히오스, 프사라와 이누세스의 수도 대교구(그리스어: Ιερά Μητρόπολις Ιερά Μητρόπολις Χίου, Ψαρών και Οινουσσών)는 그리스 동부 에게 해 제도인 히오스섬, 프사라섬, 이누세스섬을 관할하는 동방 정교회의 교구이다. "새 땅"의 일부로서 콘스탄티노폴리스 세계총대주교청의 관할권에 속하지만, 행정은 그리스 정교회가 수행하고 있다. 2011년부터 히오스 수도대주교는 마르코스 바실라키스이다.

## 참고 문헌
- Kiminas, Demetrius (2009). 《The Ecumenical Patriarchate: A History of Its Metropolitanates with Annotated Hierarch Catalogs》. Wildside Press LLC. ISBN 9781434458766.